# ماریا سودال
ماریا سودال (نروژی: Maria Sødahl؛ زادهٔ ۳۱ دسامبر ۱۹۶۵) کارگردان فیلم، و فیلم‌نامه‌نویس اهل نروژ است.
از فیلم‌هایی که وی در آن‌ها نقش داشته‌است، می‌توان به امید اشاره نمود.